# 大智路 (高雄市)
大智路（Dajhih Rd.）為高雄市鹽埕區的南北向道路，南起於新化街口，北止於和大仁路相接的L型路口。

## 行經行政區域
- 鹽埕區

## 沿線設施
（由南至北）
- 城市商旅高雄真愛館
- 高案北極殿
- 鹽埕綠廊
- 高雄市鹽埕區忠孝國小
- 7-ELEVEN重義門市
- 高雄市鹽埕區光榮國小
- 高雄市二二八和平公園

## 相關連結
- 高雄市主要道路列表